# Printemps tardif
Pour plus de détails, voir Fiche technique et Distribution.
Printemps tardif (晩春, Banshun) est un film japonais de Yasujirō Ozu, réalisé en 1949.

## Synopsis
Noriko, toujours célibataire à 27 ans, vit seule avec son père Shukichi, car sa mère est décédée. Elle est heureuse de s'occuper de son père, mais ce dernier pense qu'il est grand temps pour elle de penser au mariage. Noriko est réticente à l'idée de laisser son père seul mais elle finit tout de même par accepter, car il lui explique qu'il a l'intention de se remarier. Après un dernier séjour ensemble à Kyoto, père et fille rentrent pour préparer le mariage. Après celui-ci, Shukichi explique à une amie de sa fille que son projet de remariage était une ruse pour convaincre sa fille de le quitter. Il rentre seul dans son foyer, à présent déserté.

## Fiche technique
- Titre : Printemps tardif
- Titre original : 晩春 (Banshun?)
- Réalisation : Yasujirō Ozu

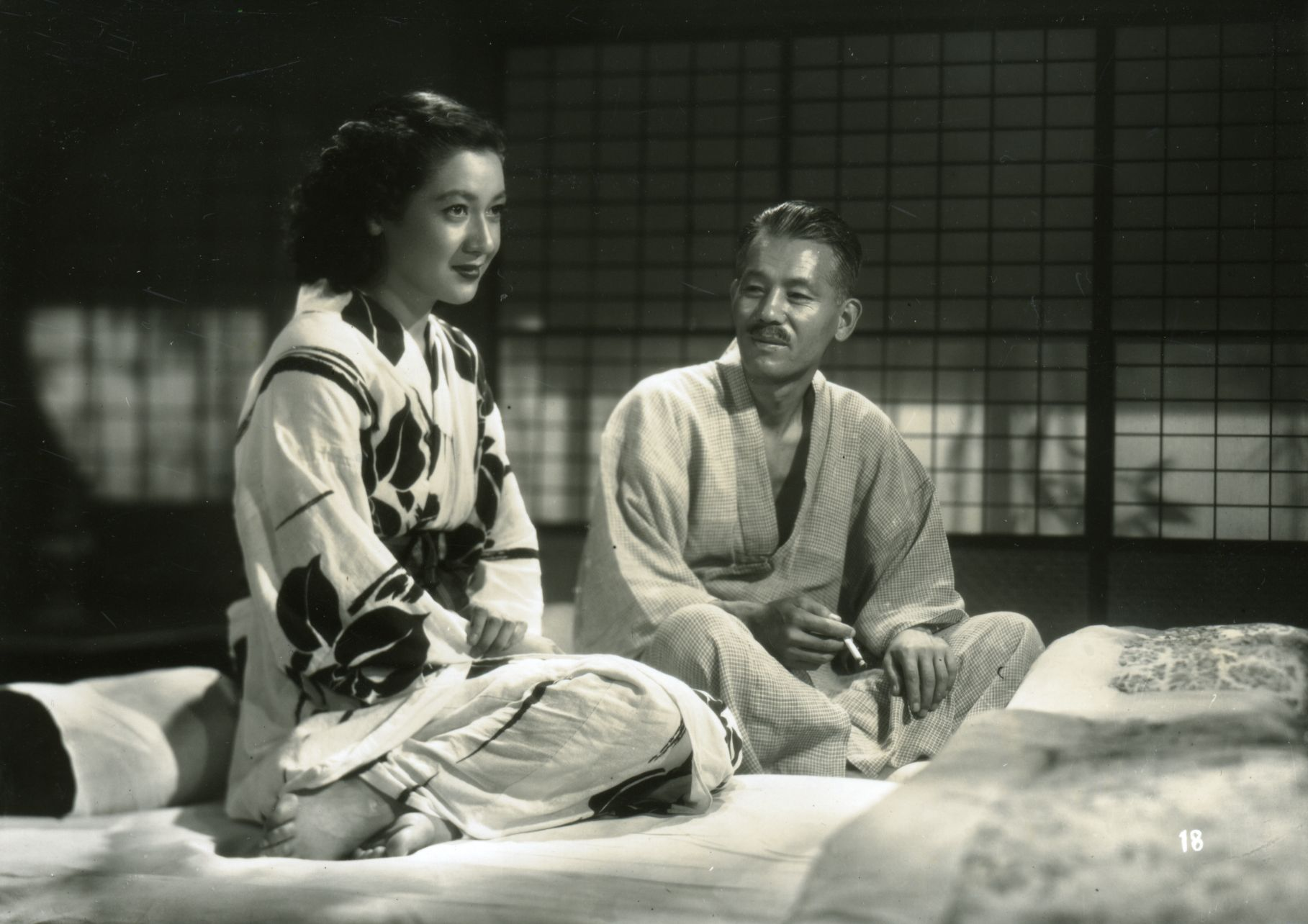
Scène du film avec Setsuko Hara et Chishū Ryū.

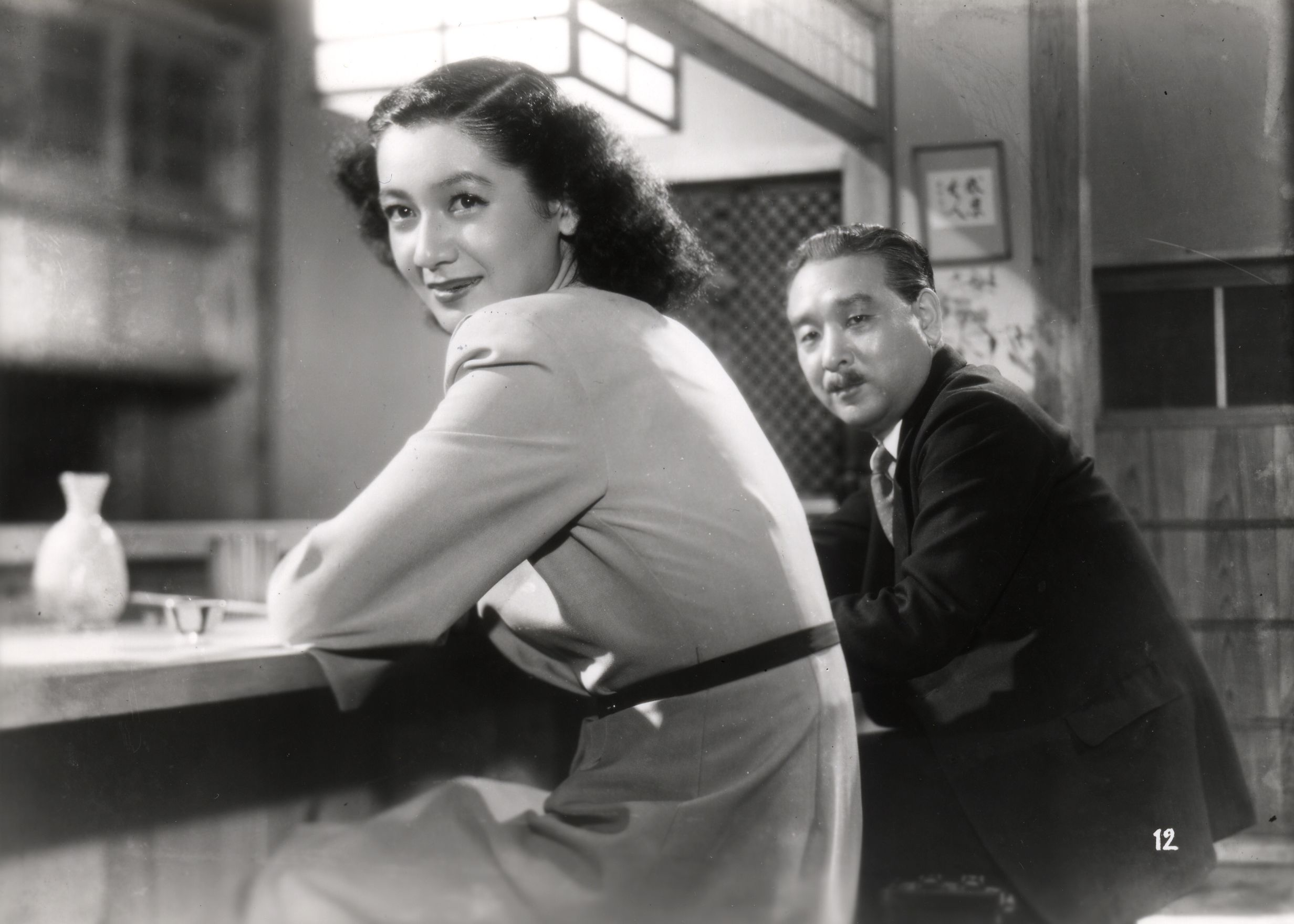
Scène du film avec Setsuko Hara et Masao Mishima.

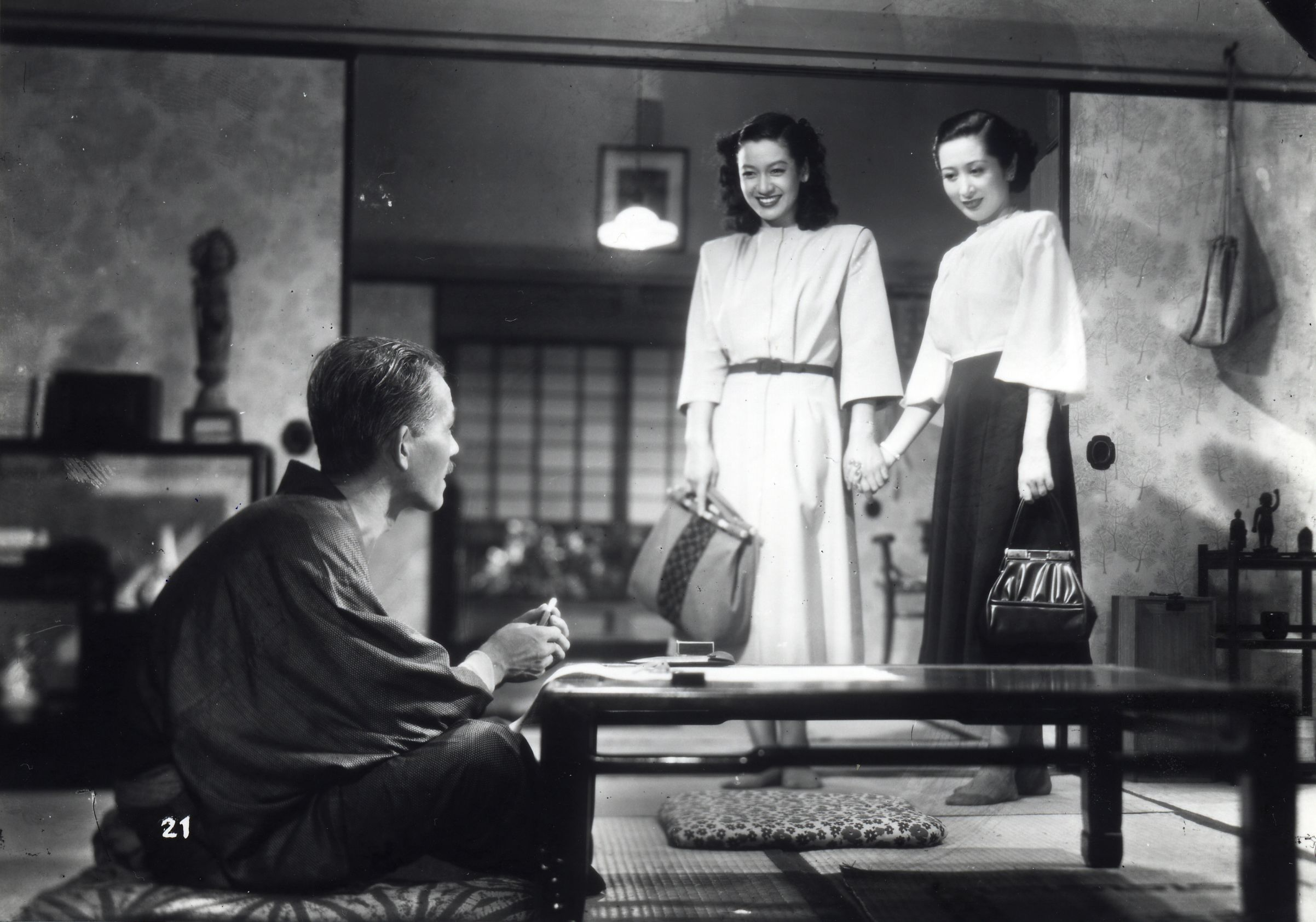
Scène du film avec Chishū Ryū, Setsuko Hara et Yumeji Tsukioka.

- Scénario : Kōgo Noda et Yasujirō Ozu d'après le roman Chichi to musume (父と娘?) de Kazuo Hirotsu
- Photographie : Yūharu Atsuta
- Montage : Yoshiyasu Hamamura
- Décors : Tatsuo Hamada
- Musique : Senji Itō
- Société de production : Shōchiku
- Pays d'origine :  Japon
- Langue originale : japonais
- Genre : drame
- Format : noir et blanc — 1,37:1 — 35 mm — son mono
- Durée : 108 minutes
- Dates de sortie : 
  - Japon : 13 septembre 1949[1]
  - France : 8 juillet 1992[2] (rétrospective Ozu au Max-Linder) - 19 janvier 1994

## Distribution
- Setsuko Hara : Noriko Somiya
- Chishū Ryū : Shukichi Somiya, le père de Noriko
- Haruko Sugimura : Masa Taguchi, soeur de Shukichi et tante de Noriko
- Yumeji Tsukioka : Aya Kitagawa, une amie de Noriko
- Hohi Aoki : Katsuyoshi
- Jun Usami : Shuichi Hattori
- Kuniko Miyake : Akiko Miwa
- Masao Mishima : Jo Onodera
- Yoshiko Tsubouchi : Kiku
- Yōko Katsuragi : Misako

## Autour du film
Printemps tardif est projeté la pour première fois en France lors de la rétrospective Ozu au cinéma Max-Linder de l'été 1992. Celle-ci comprend quatorze films du cinéaste dont six inédits en France et s'est déroulée pendant deux mois.

## Distinctions
- La revue Kinema Junpō a placé Printemps tardif en tête de son classement annuel des dix meilleurs films japonais de l'année 1949[4],[5]
- Le film est récompensé des prix Mainichi du meilleur film, du meilleur réalisateur pour Yasujirō Ozu, du meilleur scénario pour Kōgo Noda et Yasujirō Ozu et de la meilleure actrice pour Setsuko Hara en 1950[6]